# Šarbanovac (Knjaževac)
Pour les articles homonymes, voir Šarbanovac.
Šarbanovac (en serbe cyrillique : Шарбановац) est un village de Serbie situé dans la municipalité de Knjaževac, district de Zaječar. Au recensement de 2011, il comptait 14 habitants.

## Démographie
| 1948 | 1953 | 1961 | 1971 | 1981 | 1991 | 2002 | 2011 |
| ---- | ---- | ---- | ---- | ---- | ---- | ---- | ---- |
| 142  | 145  | 119  | 90   | 68   | 39   | 25   | 14   |

|  |